# Nihoa madang
Nihoa madang – gatunek pająków z infrarzędu ptaszników i rodziny Barychelidae. Występuje endemicznie w Papui-Nowej Gwinei.

## Taksonomia
Gatunek ten opisany został po raz pierwszy w 1994 roku przez Roberta Ravena na podstawie pojedynczego samca odłowionego w 1962 roku. Jako lokalizację typową wskazano Madang w Papui-Nowej Gwinei. Epitet gatunkowy wywodzi się od tejże lokalizacji.

## Morfologia
Holotypowy samiec ma ciało długości 15 mm oraz karapaks długości 6,88 mm i szerokości 6,25 mm. Karapaks jest w zarysie prawie jajowaty, ubarwiony pomarańczowobrązowo z ciemniejszymi brzegami i rowkami, porośnięty złotobrązowymi włoskami i czarnymi szczecinkami. Jamki karapaksu są krótkie i proste. Szczękoczułki są pomarańczowobrązowe, porośnięte brązowymi włoskami, pozbawione rastellum. Bruzda szczękoczułka ma 12 zębów na krawędzi przedniej oraz 12 małych ząbków i 10–15 ziarenek części środkowo-nasadowej. Szczęki zaopatrzone są w 11 kuspuli. Odnóża są pomarańczowobrązowe z nieco ciemniejszym obrączkowaniem na goleniach i nadstopiach. Golenie odnóży przedniej pary mają długą i stożkowatą ostrogę dystalną z długim, zakrzywionym megakolcem na szczycie oraz kciukowatą mikroostrogę. Pazurki pierwszej pary odnóży mają po dwa, a ostatniej po jednym szeregu ząbków. Opistosoma (odwłok) jest z wierzchu brązowa z białymi łatkami, tworzącymi pośrodku nieregularny znak w kształcie „V”. Spód opistosomy jest jasny z poprzecznymi brązowymi plamami. Kądziołki przędne pary tylno-środkowej są dobrze wykształcone. Nogogłaszczki samca mają wklęśnięte na powierzchni tylno-bocznej cymbium oraz mały, gruszkowaty bulbus stopniowo zwężony ku smukłemu embolusowi, który to ma pojedynczy, niski kil.

## Występowanie
Pająk ten występuje endemicznie w Papui-Nowej Gwinei. Znany jest wyłącznie z lokalizacji typowej w prowincji Madang.